# Bermentlo

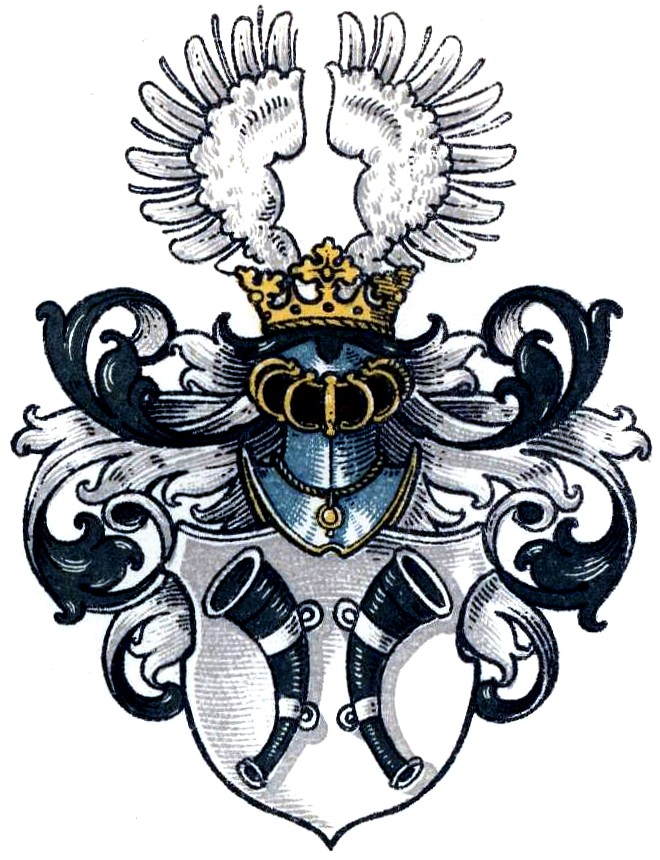
Wappen derer von Bermentlo

Die Herren von Bermentlo (auch: Bermetlo) waren ein westfälisches Adelsgeschlecht.

## Geschichte
Das Geschlecht derer von Bermentlo stammt wahrscheinlich von dem Adelsgeschlecht derer von Horn ab.
Als Familienmitglieder erscheinen u. a.:
- Heinrich von Bermentlo, 1229 Zeuge in einer Urkunde des Münsteraner Bischofs Ludolf von Holte bzgl. eine Hofs Vornen zugunsten des Klosters Marienfeld,[2] 1251 Zeuge in einer Urkunde des Münsteraner Bischofs Otto II. von Lippe bzgl. des Verkaufs eines Hauses im Kirchspiel Harsewinkel an das Kloster Marienfeld.[3]
- Ekehardus Dapifer de Bermetlo, 1254 Drost des Klosters Marienfeld in einer Urkunde des Edlen Bernhard von Lippe[4]
- Eckehard von Bermentlo, 1265 Ministeriale der Osnabrücker Kirche, Sohn des Ritters Eckehard von Bermetlo[5]
- Hildegundis von Bermentlo, stiftete vor 1289 dem Kloster Marienfeld ein Gut in Westorpe.[6]
- Lutgardis von Bermentlo, Witwe, erscheint 1320 in einer Urkunde des Edelherrn Simon zu Lippe.[7]
- Bernt Bermetloe, zog gegen Herzog Gerhard von Jülich-Berg und Gerhard von Loen, Herr zu Jülich und Grafen von Blankenheim zu Felde, wurde von ihnen gefangen, in Grevenbroich eingekerkert und 1453 freigelassen.[8]
- Rutger Bermentlo, 1453 Siegelführer in einer Urkunde des Klosters Schillingscapellen[9]
- Johann Bermentlo, 1459 Siegelführer in einer Urkunde des Klosters Schillingscapellen[10]

## Wappen
In Silber zwei mit dem Rücken gegeneinander gekehrte schwarze, silbern umwundene Hifthörner. Auf dem gekrönten Helm zwei weiße Flügel. Die Helmdecken sind schwarz-silber.
Fahne stellt abweichend ein Wappen mit zwei gekreuzten Jagdhörnern dar.